# يوهان بوم (مؤرخ)
يوهان بوم (بالألمانية: Johann Böhm)‏ هو مؤرخ ألماني، ولد في 1929 في Batoș ‏ في رومانيا.